# Cucina liechtensteinese

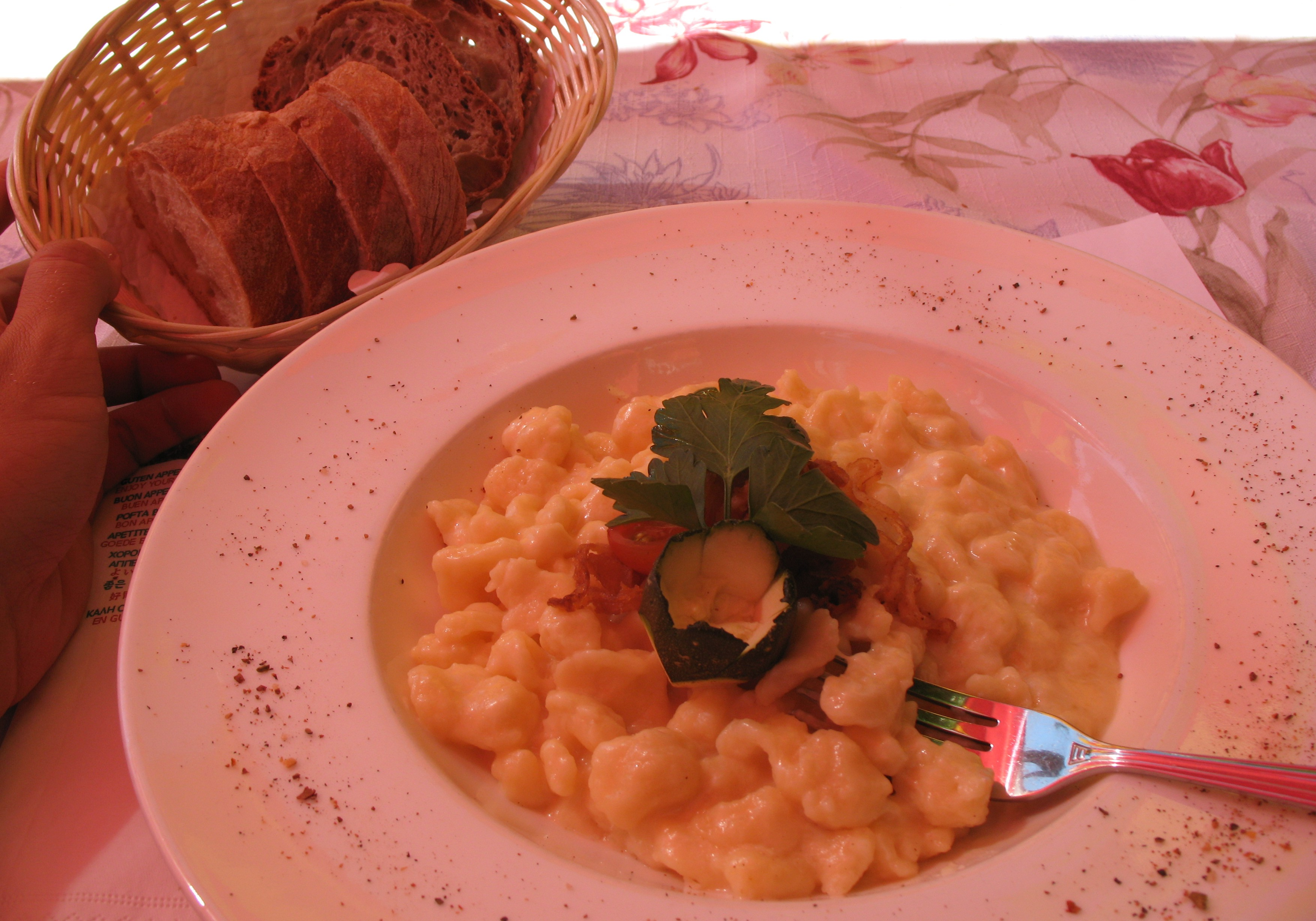
Un piatto servito nel Protector's Garden café a Vaduz in Liechtenstein

La cucina liechtensteinese è l'espressione culinaria del Liechtenstein. La cucina è varia ed è stata influenzata da quella dei paesi vicini, in particolare da quelle di Svizzera e Austria, oltre ad avere subito influenze dalla cucina dell'Europa centrale. Formaggi e minestre sono parte integrante della cucina del Liechtenstein. I prodotti realizzati con il latte sono frequenti, in funzione dell'importante industria casearia. Tra i prodotti vegetali più usati si distinguono patata e cavolo. Anche la carne è ampiamente consumata e in particolare quella di vitello, pollo e maiale. É basata sul consumo di tre pasti al giorno, molto abbondanti.

## Piatti e cibi comuni

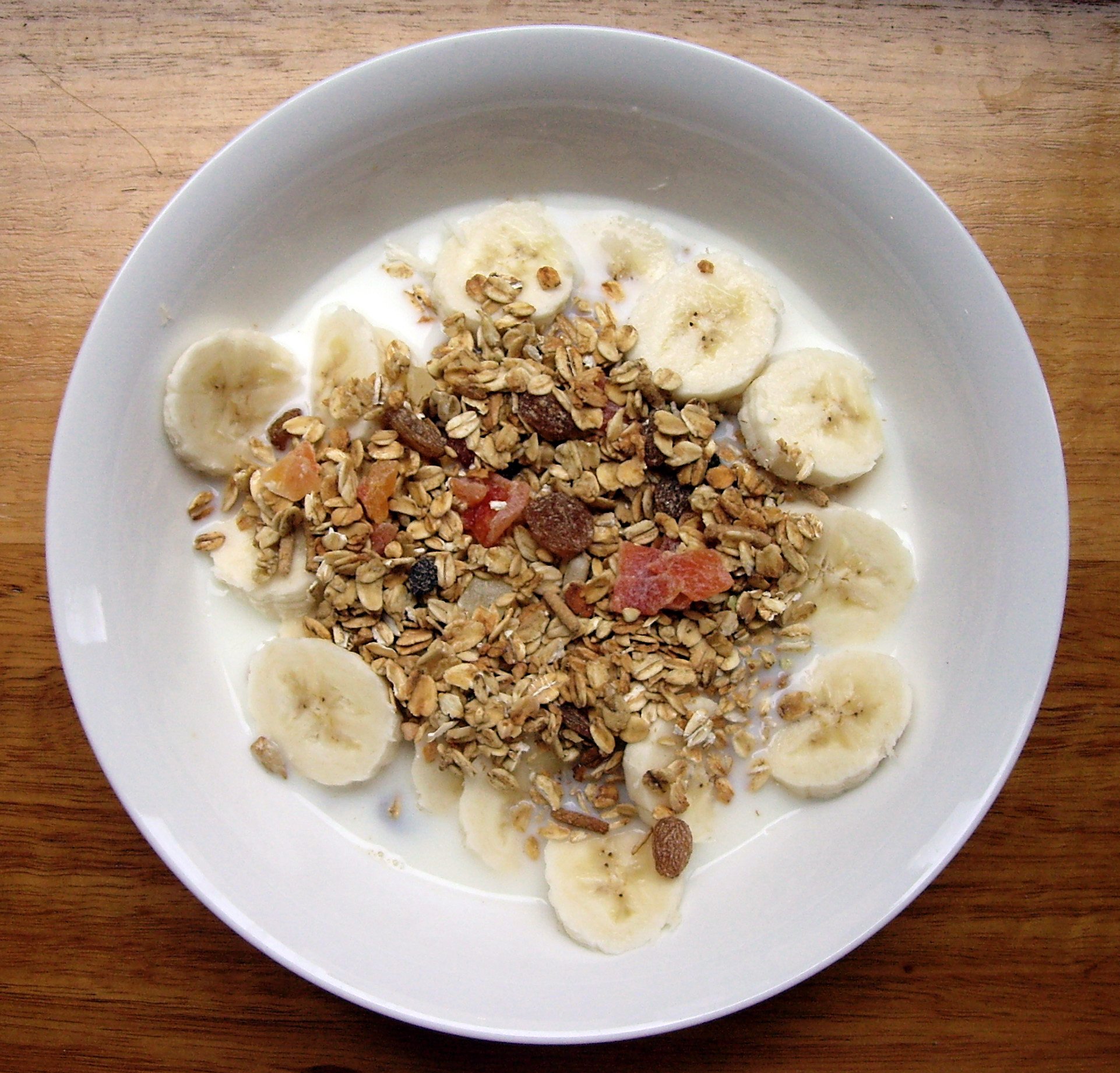
Il muesli è ampiamente utilizzato nella prima colazione nel Liechtenstein

- Asparagi usati molto frequentemente
- Pane[2]
- Hafalaab: è una minestra con prosciutto o bacon e pasta ripiena[4]
- Kasknopfl: piccoli gnocchi conditi con formaggio o cipolle[3][5]
- Fegato[2]
- Muesli[2]
- Dolciumi[2]
- Ribel: un cereale[3]
- Rösti[1]: un piatto preparato con patate grattugiate grossolanamente e fritte. Può includere varianti regionali che utilizzano ingredienti aggiuntivi
- Sandwich[2]
- Saukerkas: un formaggio prodotto in Liechtenstein
- Schnitzel: una cotoletta panata
- Carne affumicata
- Torkarebl: un porridge
- Salsiccia affumicata[1]
- Yogurt[2]

## Bevande
- Birra[2]
- Coca Cola[2]
- Caffè[2]
- Latte: consumato come bevanda[2]
- Vino[2]